# Troglarmadillidium beieri
Troglarmadillidium beieri är en kräftdjursart som beskrevs av Hans Strouhal 1956. Troglarmadillidium beieri ingår i släktet Troglarmadillidium och familjen klotgråsuggor. Inga underarter finns listade i Catalogue of Life.